# Styckmordet
Styckmordet är en svensk TV-film från 2005.

## Om filmen
Filmen premiärvisades i SVT2 14 maj 2005. Manuset baserades på journalisten Per Lindebergs bok Döden är en man – historien om obducenten och allmänläkaren (1999), som beskriver händelserna före och under Styckmordsrättegången. I Lindebergs uppföljning av den ursprungliga boken – Döden är en man – styckmordet, myterna, efterspelet (2008) – beskrivs bland annat tillkomsten av filmen och försöken att stoppa visningen av den.
I filmen medverkar, förutom skådespelare, intervjuade poliser, rättsläkare, åklagare, jurister, forskare och journalister, som på olika vis engagerats i fallet.

## Rollförteckning
- Bruno Årfors - berättare
- Annika Hallin - Katarina, Johans fru
- Robert Fransson - Johan, allmänläkaren
- Mattias Silvell - Theo, rättsläkaren
- Stephan Karlsén - chefsåklagare Anders Helin
- Anders Jansson - försvarsadvokat Bengt H. Nilsson
- Patrik Pettersson - försvarsadvokat Jan Karlsson
- Eva Bäckman - barnpsykolog Margaretha Erixon
- Carlo Schmidt - barnpsykiater Frank Lindblad
- Rutger Nilson - kriminalinspektör Allan Bäckström
- Sven-Olof Wagelin - kriminalinspektör Pirre Larsson
- Susanne Barklund - kriminalinspektör Eva Graaf
- Jan von Melen - lagmannen Carl-Anton Spak, tingsrättens ordförande

### Fotnoter
1. ↑  Svensk mediedatabas, läs online.[källa från Wikidata]
2. ↑  ”Styckmordet”. Svensk mediedatabas. 14 maj 2005. http://smdb.kb.se/catalog/id/003013128. Läst 20 september 2016.
3. ↑  Lindeberg, Per (2008). Döden är en man – styckmordet, myterna, efterspelet. ISBN 9789188243317
4. ↑  ””Medierna och rättvisan: Styckmordet””. https://www.youtube.com/watch?v=MmWaDSbiaJ0. Läst 4 mars 2017.
5. ↑  ”Filmfaktablad Styckmordet”. http://www.sfi.se/sv/svensk-filmdatabas/Item/?itemid=60562&type=MOVIE&iv=PdfGen&ref=/templates/SwedishFilmSearchResult.aspx?id%3d1225%26epslanguage%3dsv%26searchword%3dstyckmordet%26type%3dMovieTitle%26match%3dBegin%26page%3d1%26prom%3dFalse. Läst 4 mars 2017.